# Kim Chunsu
Kim Chunsu (* 25. November 1922 in Ch'ungmu, Kyŏngsangnam-do; † 29. November 2004) war ein südkoreanischer Lyriker.

## Leben
Kim Chunsu wurde am 25. November 1922 in Ch'ungmu, Provinz Süd-Kyŏngsang geboren. Er studierte an der Fakultät für Kunst an der Nihon-Universität, wurde jedoch 1942 wieder exmatrikuliert. Er arbeitete als Lehrer an verschiedenen koreanischen Gymnasien und als Professor an der Masan Universität, der Kyŏngbuk National Universität und der Yŏngnam Universität.
1945 gründete er mit der Hilfe anderer Schriftsteller den T'ongyŏng Kulturverein (통영문화협회) und war 1946 an der Gründung des Magazins Romantik (낭만파) beteiligt. Er wurde 1981 zum Abgeordneten in der Nationalversammlung gewählt und war ein aktives Mitglied der Koreanischen Akademie der Künste. Bevor er 1948 begann eigene Gedichte zu veröffentlichen, war er bereits einige Jahre in der Verlagswelt tätig gewesen.

## Arbeiten

### Koreanisch

#### Gedichtsammlungen
- 늪 Der Sumpf (1950)
- 기 Flagge (1951)
- 인인 Karma (1954)
- 꽃의 소묘 Skizze einer Blume (1959)
- 부다페스트에서의 소녀의 죽음 Tod eines Mädchens in Budapest (1959)
- 타령조 기타 T'aryŏngjo-Gitarre (1969)
- 처용 Ch'ŏyong (1974)
- 김춘수시선 Gedichte von Kim Chunsu (1976)
- 남천 Namch'ŏn (1977)
- 비에 젖은 달 Der vom Regen durchtränkte Mond (1980)
- 처용 이후 Nach Ch'ŏyong (1982)
- 처용 단장 Das Fragment von Ch'ŏyong (1991)
- 서서 잠드는 숲 Der im Stehen schlafende Wald (1993)
- 들림, 도스토예프스키 Ich kann sie hören, Dostojewski (1997)
- 의자와 계단 Stuhl und Treppe (1999)

#### Essaysammlungen
- 한국현대시형태론 Diskussion über die Form von modernen koreanischen Gedichten (1958)
- 시의 이해 Gedichte verstehen (1972)
- 의미와 무의미 Bedeutung und Bedeutungslosigkeit (1976)
- 시의 표정 Der Ausdruck von Gedichten (1979)

### Übersetzungen

#### Deutsch
- Blätter des Indong, Peperkorn (2000) ISBN 978-3929181272

#### Englisch
- The Snow Falling on Chagall's Village, East Asia Program (1998)
- The Snow Falling on Chagall's Village, Cornell University East Asia Program (1998) ISBN  978-1885445537

#### Spanisch
- Poemas, Editorial Verbum, S.L. (1999) ISBN 978-8479621049
- Razón de las sinrazones, Ediciones del ermitaño (2008) ISBN 9789685473965

#### Französisch
- Prélude au poème pour une fleur, Éd. du Petit véhicule (1996) ISBN 978-2842730031

## Auszeichnungen
- 2004 – 제19회 소월시문학상 특별상 (Sowŏl Literaturpreis für Gedichte)
- 2000 – 제01회 청마문학상 (Ch'ŏngma Literaturpreis)
- 1998 – 제12회 인촌상 (Inch'on Preis)
- 1997 – 제05회 대산문학상 (Taesan Literaturpreis)
- 1992 – 은관문화훈장 (Orden für kulturelle Verdienste (Silber))
- 1966 – 경상남도 문화상 (Kulturpreis der Provinz Süd-Kyŏngsang)
- 1959 – 자유아세아문학상 (Literaturpreis Freies Asien)
- 1958 – 한국시인협회상 (Preis der koreanischen Dichtervereinigung)